# Hinchada del Club Atlético Vélez Sarsfield
La hinchada del Club Atlético Vélez Sarsfield se compone de dos sectores: los simpatizantes —o simplemente denominados hinchas, que son socios y no socios del club— y los "barra bravas", los cuales son un grupo organizado que se encarga de varias funciones relacionadas con el objetivo de brindar un apoyo del público hacia el equipo —como la confección de banderas, despliegue pirotécnico, creación de cánticos, entre otros—; este último sector es el que más fuertemente se vincula a los incidentes violentos dentro y fuera de los estadios.
Para manifestar el apoyo hacia la institución, hay diversas peñas, páginas web, foros, blogs, entre otros.
El 1 de enero de todos los años, en honor a la fundación del club, se conmemora el «Día del hincha de Vélez». Diversas encuestas sitúan a la hinchada de Vélez Sarsfield como una de las más numerosas de Argentina.[cita requerida]

## Los hinchas
A la hinchada de Vélez Sarsfield se la apoda de distintas formas, entre estos se encuentran:
- Fortineros es el apodo más utilizado para referirse a los hinchas de Vélez Sarsfield. El apodo es derivado del mote de su emblemático estadio El Fortín de Liniers, otrora de Villa Luro, que luego trascendería hasta ser el principal apodo de la institución.

- La Pandilla de Liniers es el nombre colectivo de toda la hinchada, a pesar de que el apodo utilizado mayoritariamente para referirse a los barras bravas de Vélez Sarsfield. "Pandilla" significa “Liga que forman algunos para engañar a otros o hacerles daño”.[5]

### Socios
Los socios son los propietarios del club. Acorde a los datos expuestos en el ejercicio Nro. 100 de la "Memoria y Balance" del Club Atlético Vélez Sarsfield, correspondiente al período comprendido entre el 1 de julio de 2009 y el 30 de junio de 2010, la masa societaria del club superó los 40.000 asociados. Al cierre del ejercicio anterior (2008/2009), Vélez Sarsfield contaba con un total de 38.709 socios. Un año después, esta cifra ascendíó a 40.732, dando un incremento de 2.023 asociados en 365 días (entre 5 y 6 socios nuevos por día). Según el ejercicio Nro. 101 del 30 de junio de 2011, la cantidad de socios se incrementó a 43.322, aumentando a 2.590 la diferencia respecto al ejercicio anterior.
| Categoría             | 2008/2009 | 2009/2010 | 2013/2014 |
| --------------------- | --------- | --------- | --------- |
| Activos plenos        | 8.116     | 8.779     |           |
| Activos semiplenos    | 4.299     | 4.821     |           |
| Socias plenas         | 5.148     | 5.602     |           |
| Socias semiplenas     | 943       | 1.141     |           |
| Cadetes plenos        | 6.074     | 5.795     |           |
| Cadetes semiplenos    | 640       | 651       |           |
| Infantiles plenos     | 4.986     | 5.226     |           |
| Infantiles semiplenos | 214       | 235       |           |
| Pre-infantiles        | 1.683     | 1.829     |           |
| Vitalicios            | 6.606     | 6.653     |           |
| Total                 | 38.709    | 40.732    | 49.322    |

## Peñas

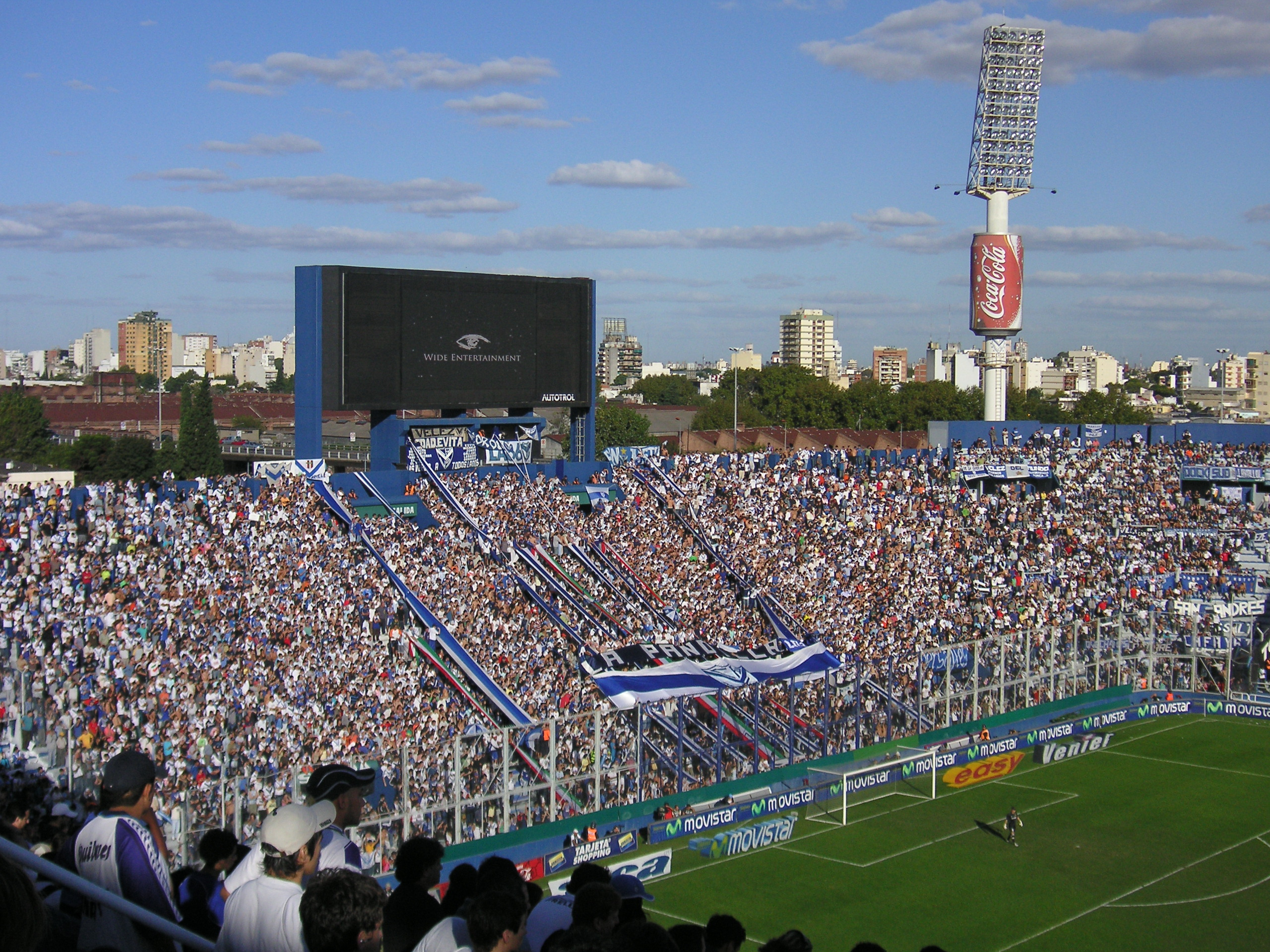
Hinchada en el estadio José Amalfitani.

El Club Atlético Vélez Sarsfield dispone de numerosas peñas (oficiales, no oficiales y en formación), no solamente repartidas por todas las regiones de la República Argentina, sino en otros continentes del mundo.

### Internacionales
- Peña: “El Fortín de Israel”
- Peña: "Velezana en España - Ricardo Gareca" Cataluña, España
- Peña: “Fortín Oficial”, Colombia

### Nacionales
- Región del Norte Grande
  - Peña: "Carlos Bianchi", Salta, (Provincia de Salta)
  - Peña: "Fortín Tucumano Don Pepe Amalfitani", Provincia de Tucumán
  - Peña: "Luis Gallo", Provincia de Santiago del Estero
  - Peña: “El Fortín de Catamarca”, Provincia de Catamarca
  - Peña: "El Fortín del nordeste Omar Andrés Asad", Provincia del Chaco y Provincia de Corrientes

- Región del Nuevo Cuyo
  - Peña: "La Rioja"; Provincia de La Rioja
  - Peña: "Pichino Carone"; San Juan, (Provincia de San Juan)
  - Peña: "Juan Gilberto Funes", Provincia de San Luis
  - Peña: “Jorge Guinzburg”, Provincia de Mendoza
  - Peña: "Vélez de Mendoza", Mendoza, (Provincia de Mendoza

- Región Centro
  - Peña: "Pedro Larraquy", Concepción del Uruguay, (Provincia de Entre Ríos)
  - Peña: "Vélez Sarsfield Paraná": Paraná (Provincia de Entre Ríos)
  - Peña: "Raúl Gámez", Rosario, (Provincia de Santa Fe)
  - Peña: "Vélez de mi vida", Rosario, (Provincia de Santa Fe)
  - Peña: "Mauro Zarate", Santa Fe, (Provincia de Santa Fe)
  - Peña: "Hugo de San Félix", Rafaela, (Provincia de Santa Fe)
  - Peña: "Fortín Villa Dolores", Villa Dolores, (Provincia de Córdoba)
  - Peña: "Daniel Willington", Córdoba, (Provincia de Córdoba)
  - Peña: "Maxi Pellegrino", Marcos Juárez, (Provincia de Córdoba)

- Región de la Patagonia
  - Peña: "Tierra del Fuego", Ushuaia, (Provincia de Tierra del Fuego)
  - Peña: "Fortín Ricardo Petracca", Trelew, (Provincia del Chubut)
  - Peña: “Vélez Comahue”, (Provincia del Neuquén)
  - Peña: "Fortineros Río Gallegos", Río Gallegos, (Provincia de Santa Cruz)
  - Peña: "Fortineros Pampeanos", La Pampa

- Provincia de Buenos Aires - Ciudad Autónoma de Buenos Aires
  - Peña: "El Fortín Mar del Plata", Mar del Plata, (Provincia de Buenos Aires)
  - Peña: "Omar Andrés Asad", Partido de La Costa, (Provincia de Buenos Aires)
  - Peña: "Christian Bassedas", Punta Alta y Bahía Blanca, (Provincia de Buenos Aires)
  - Peña: "Fabián Cubero", Tandil, (Provincia de Buenos Aires)
  - Peña: "Carlos Bianchi"; Monte Hermoso, Coronel Dorrego y Copetonas, (Provincia de Buenos Aires)
  - Peña: "Omar Andrés Asad", San Nicolás de los Arroyos, (Provincia de Buenos Aires)
  - Peña: "Ricardo Petracca", Eduardo O'Brien, (Provincia de Buenos Aires)
  - Peña: “El Fortín de Chacabuco”, (Provincia de Buenos Aires)
  - Peña: "Christian Bassedas", Moreno, (Provincia de Buenos Aires)
  - Peña: "Marcelo El Indio Bravo", Sur bonaerense, (Provincia de Buenos Aires)
  - Peña: "José Luis Chilavert", Oeste bonaerense, (Provincia de Buenos Aires)
  - Peña: “Noroeste Buenos Aires”, (Provincia de Buenos Aires)
  - Peña: "Lucas Castromán", Norte bonaerense, (Provincia de Buenos Aires)
  - Peña: "Fortín Norte - Nicolás Otamendi", Zona Norte, (Provincia de Buenos Aires)
  - Peña: “Roly Zárate”, Oeste bonaerense, (Provincia de Buenos Aires)
  - Peña: "Pte. Raúl Gámez", Villa Luzuriaga, (Provincia de Buenos Aires)
  - Peña: "Peña José C. Paz", José C. Paz, (Provincia de Buenos Aires)
  - Peña: "Peña del Sudeste - José 'El Turu' Flores", Florencio Varela, Quilmes, Berazategui y La Plata, (Provincia de Buenos Aires)
  - Peña: "Los Seguidores de Vélez", Buenos Aires
  - Peña: "Federación Vélez Sarsfield Hattrick", Capital Federal
  - Peña: "Peña Velezana del Buen Ayre", Parque Leloir, Ituzaingó, Lomas de Mariló, Castelar y sudoeste de Bella Vista
  - Peña: "Peña Lucas Pratto", Haedo, Provincia de Buenos Aires

## Encuestas
Varios medios de comunicación realizan encuestas para poder determinar o aproximar la cantidad de hinchas por club. En cada encuesta, los resultados son complejos y muy diversos.
El reconocido diario Lanacion, en una encuesta realizada en el año 2000, determinó que Vélez Sarsfield es el 6.º equipo con mayor cantidad de hinchas en Argentina, por detrás del selecto grupo de los «cinco grandes del fútbol argentino».
La Secretaria de Medios de Comunicación de la Nación, realizó una encuesta oficial el 27 de marzo de 2007, que incluyó a hombres y mujeres de Capital Federal, Gran Buenos Aires y el resto de 34 ciudades del Interior del país, desde Salta y Resistencia hasta General Pico y Comodoro Rivadavia. Vélez Sarsfield se ubicó en el 6.to puesto en dicha encuesta. El 2,4% de la población argentina afirmaba ser fortinero, lo cual equivaldría aproximadamente a un poco más de 1 millón de personas. 
La hinchada de Vélez Sarsfield suele concentrarse en mayoría en la zona oeste de la Ciudad de Buenos Aires, y en el Conurbano bonarense.
La Hinchada "Fortinera" vivió un crecimiento notorio en las últimas décadas, cuando los títulos locales e internacionales hicieron que el club incrementara considerablemente su importancia en el escenario argentino, y su prestigio. El incremento de su convocatoria se ve reflejada en la ampliación demográfica y territorial de sus hinchas y peñas en diversas localidades del país, e incluso en el exterior. Estos motivos acentúan el debate en su reconocimiento como el sexto grande del fútbol argentino.

### Venta de entradas
Los siguientes datos corresponden a estadísticas oficiales sobre ventas de entradas entre 1991-2004, sumando 27 torneos apertura y clausura.
(En paréntesis la venta de plateas, sólo se tienen en cuenta las ventas en la Primera División y no contempla como "entrada o ticket de venta" el acceso de socios/aficionados de la institución a los partidos disputados de local).
Los 10 primeros equipos son:
| Posición | Club               | Entradas vendidas    |
| -------- | ------------------ | -------------------- |
| 1        | Boca Juniors       | 18.463.445 (661.213) |
| 2        | River Plate        | 7.404.437 (980.459)  |
| 3        | Racing Club        | 4.331.883 (370.878)  |
| 4        | Independiente      | 4.125.297 (302.603)  |
| 5        | San Lorenzo        | 4.000.294 (342.787)  |
| 6        | Vélez Sarsfield    | 3.451.254 (333.562)  |
| 7        | Rosario Central    | 3.320.795 (500.907)  |
| 8        | Estudiantes        | 2.818.716 (67.700)   |
| 9        | Newell's Old Boys  | 2.776.711 (313.240)  |
| 10       | Gimnasia y Esgrima | 0.000.001 (0)        |

## Relación con otras hinchadas

### Rivalidades
La barra del Fortín tiene su rivalidad con la Banda de Caballito, perteneciente al club Ferro Carril Oeste, quien compartió alguna vez la rivalidad denominada «el clásico del Oeste».
Así mismo, tiene su rivalidad con la Banda de Nueva Chicago,la Peste Blanca de All Boys y la barra de Argentinos Juniors por la cercanía geográfica que estos clubes tienen. Debido a enfrentamientos duros, comparte una fuerte adversidad con la Gloriosa Butteler de San Lorenzo y la Banda de la Quema de Huracán.Así mismo, con los demás cuatro grandes (La 12, La Guardia Imperial, LBDT y la Barra del Rojo), aunque no es tan marcada como los anteriores.

### Amistades
La hinchada tiene una fuerte amistad con el Young Flu del Fluminense Football Club de Brasil.Comparten algunas características similares, como los colores.
Así mismo, durante muchos años tuvieron una amistad con los Leales del Pincha, hinchada del Club Estudiantes de La Plata, la cual se disolvió en 2003 tras una pelea entre las barras.